# Саговниковидные
У термина Цикадовые есть и другое значение.
Саго́вники (устар.: саго́вики, цика́довые) — древняя группа семенных растений, шире всего представленная в мезозое, ныне рассматриваемая в ранге отдела Саговникови́дные (Cycadophyta), в который входит единственный современный класс Саговниковые (Cycadopsida) и единственный порядок Саговниковые (лат. Cycadales, Cycadeae), состоящий из двух семейств.

## Происхождение
Окаменелые саговники находят уже в отложениях раннего пермского периода, ок. 280 млн лет назад, а по некоторым сведениям даже в отложениях раннего карбона (300—325 млн лет назад). Вероятно, имела место быстрая диверсификация саговников в первые несколько миллионов лет их существования, сопровождавшая их распространение по Лавразии и Гондване. 
Семейство Стангериевые (лат. Stangeriaceae), состоящее из трёх дошедших до нас видов, считается происходящим из Гондваны — окаменелости найдены в отложениях нижнего мелового периода (70—135 млн лет назад) в Аргентине. Замиевые (лат. Zamiaceae) находят от среднего триаса до эоцена (54—200 млн лет назад) в Южной и Северной Америках, Европе, Австралии и Антарктике, поэтому считается, что семейство сформировалось ещё до раскола Пангеи. Окаменелости растений семейства Саговниковые найдены, начиная с эоцена (38—54 млн лет назад), в Японии и Китае, что указывает на то, что происходят они из Лавразии.

## Биологическое описание
Сюда относятся растения, по общему виду похожие на пальмы. Ствол их обыкновенно толстый, но не высокий, редко достигающий высоты 20 м, цилиндрический, иногда клубневидный, почти никогда не ветвится, за некоторым исключением. На поверхности он весь усажен остатками листовых черешков, на конце несёт крону крупных перистых кожистых, иногда колючих листьев. У некоторых видов молодые листья завиты в спираль, как у папоротников. Органы размножения (стробилы) имеют очень простое устройство и раздельнополы, причём мужские и женские располагаются на разных растениях (то есть растения двудомные). Мужские стробилы состоят из многочисленных микроспорофиллов, каждый из которых представляет собой плоскую или щитковидную чешуйку, на верхней поверхности которой сидят группами многочисленные микроспорангии, содержащие микроспоры, из которых потом развиваются пыльцевые зёрна — мужские гаметофиты. Женские стробилы у рода Саговник состоят из отдельных мегаспорофиллов, которые развиваются на конце стебля в нескольких кругах, заменяя собой обыкновенные листья. В сравнении с обычными листьями мегаспорофиллы обладают небольшими размерами и не имеют зелёной окраски, так как одеты густым жёлто-бурым войлоком. В верхней своей части они разделены на перистые доли, у основания же их находятся семязачатки. На следующий год за мегаспорофиллами опять развивается крона зелёных листьев. У других родов мегаспорофиллы имеют обыкновенно вид щитков, собранных в шишки — стробилы. На нижней поверхности этих щитков сидят по два семязачатка. Последние довольно крупны и снабжены одним (простым) покровом (интегументом). Они развиваются в крупные семена, похожие на костянки (напр. сливы), так как у них наружный слой семенной кожуры делается мясистым, а внутренний — твёрдым как кость. Внутри семени заключается зародыш, остающийся на нитевидном, спирально закрученном канатике. В зародыше обыкновенно две семядоли, в основном срастающиеся между собой, реже одна (Цератозамия).
|                                                                                       |  |
| Листья и мужская шишка; листья и женская шишка Саговника поникающего (Cycas revoluta) |  |

## Распространение
Саговники встречаются исключительно в тропической и субтропической зонах обоих полушарий.
В Америке саговники распространены от северной Мексики и Флориды (приблизительно от 30° с. ш.) до Перу, Боливии и северной Бразилии (до 12° ю. ш.). В Старом Свете они обитают в тропической и южной Африке, на Коморах, Мадагаскаре, в Ост-Индии и Малайском архипелаге, откуда они доходят к северу до южного Китая и Японии, а к югу и востоку — до Австралии и островов Фиджи (Вити). Больше всего они распространены в Центральной Америке и Мексике, а также Австралии, но и здесь они встречаются довольно редко. В бывшем СССР саговники встречаются в парках и скверах Сочи и Ялты, а также в Абхазии.

## Классификация
Ранее эта группа состояла только из одного семейства, в настоящее время оно разделено на два семейства: Замиевые (Zamiaceae) и монотипное Саговниковые (Cycadaceae), включающее единственный род Саговник (Cycas). Иногда вместо семейства стангериевых выделяют монотипное семейство Бовениевые (Boweniaceae), включающее единственный род Бовения, относя остальные виды к замиевым.
Всего сейчас выделяют 305 описанных видов, в 10—12 родах и 2—3 семействах.
Часть систематиков включает в класс Саговниковые вымерший порядок Беннеттитовые (Bennettitales).